# (39971) József
(39971) József – planetoida z pasa głównego asteroid okrążająca Słońce w ciągu 4 lat i 219 dni w średniej odległości 2,54 j.a. Została odkryta 2 kwietnia 1998 roku w Obserwatorium Piszkéstető przez László Kissa i Krisztiána Sárneczky’ego. Nazwa planetoidy pochodzi od Attili Józsefa (1905–1937), jednego z największych węgierskich poetów XX wieku. Przed jej nadaniem planetoida nosiła oznaczenie tymczasowe (39971) 1998 GN10.